# Felix Kroos
Felix Kroos (* 12. März 1991 in Greifswald) ist ein deutscher Fußballtrainer und ehemaliger Fußballspieler, der sowohl im defensiven Mittelfeld als auch in der Verteidigung eingesetzt wurde. Der 35-malige Junioren-Nationalspieler spielte für Hansa Rostock und Eintracht Braunschweig in der 2. Bundesliga, für Werder Bremen in der Bundesliga und für den 1. FC Union Berlin sowohl in der höchsten als auch zweithöchsten deutschen Spielklasse.

## Karriere

### Kindheit und Jugend in Greifswald und Rostock
Felix Kroos wurde als Sohn von Birgit Kroos, die unter ihrem Geburtsnamen Kämmer DDR-Meisterin im Badminton gewesen war, in Greifswald geboren. Dort wuchs er zusammen mit seinem 14 Monate älteren Bruder, dem späteren Nationalspieler Toni Kroos, im Stadtteil Schönwalde auf. Das Fußballspielen erlernten die Brüder ab 1997 beim Greifswalder SC, bei dem ihr Vater Roland als Jugendtrainer im Verein arbeitete. Als der Vater 2002 als Jugendtrainer zu Hansa Rostock wechselte, gingen auch seine Söhne mit nach Rostock.  Sie durchliefen die Jugendmannschaften von Hansa Rostock und besuchten die CJD Christophorusschule. 2009 beendete Felix Kroos seine schulische Laufbahn dort mit dem Fachabitur.
Felix empfahl sich über Hansas Jugendteams für Einsätze in der deutschen U16-Auswahl, für die er von 2006 bis 2007 sechs Tore in acht Partien erzielte. Von 2007 bis 2008 lief er daraufhin in zehn Spielen der deutschen U17-Auswahl auf, in denen er erneut sechs Tore erzielte, wodurch er das Interesse des FC Bayern (sein Bruder Toni war bereits 2006 zu den Bayern gewechselt) auf sich zog. Kroos band sich jedoch zunächst mit einem Amateurvertrag bis 2011 an den F.C. Hansa.
Für Rostock war Kroos bereits ab Frühjahr 2006 noch als C-Jugendlicher in der B-Jugend-Regionalliga aufgelaufen, ehe er ab der Spielzeit 2006/07 auch altersgemäß in der von seinem Vater trainierten B-Jugend spielte. Zur Folgesaison 2007/08 wurden die B-Jugend-Regionalligen reformiert und die B-Junioren-Bundesliga eingeführt, in der Kroos in der Hinrunde der Premieren-Spielzeit 13 Tore in 11 Spielen erzielte. Dadurch rückte er noch während der Hinrunde in die von Gerald Dorbritz trainierte A-Jugend auf und erzielte für diese in der Saison 2007/08 der A-Junioren-Bundesliga drei Tore in zwölf Einsätzen, während er vereinzelt nochmals in der B-Junioren-Bundesliga aufgeboten wurde. Er wurde in der jährlichen Umfrage der Ostsee-Zeitung als Talent des Jahres 2007 in Mecklenburg-Vorpommern geehrt.

### Anfänge im Profifußball bei Hansa Rostock
Zur Spielzeit 2008/09 der A-Junioren-Bundesliga gehörte Kroos zunächst der von Michael Hartmann trainierten A-Jugend von Hansa an und erzielte drei Tore in fünf Einsätzen zu Saisonbeginn. Zum Oktober 2008 rückte er aber in die unter Trainer Thomas Finck in der Regionalliga spielende Zweitvertretung des F.C. Hansa im Herrenbereich auf und nahm phasenweise auch am Training der ersten Mannschaft unter Frank Pagelsdorf teil, der ihn auch in Freundschaftsspielen einsetzte. Daraufhin gab Kroos am 18. Oktober der Regionalliga-Spielzeit 2008/09 gegen Lübeck sein Debüt für Rostocks Reservemannschaft, für die ihm am 6. Dezember der gleichen Saison gegen Altona sein erstes Pflichtspieltor gelang. Bereits im November war er zudem in die deutsche U18-Auswahl aufgerückt, für die er nachfolgend in zehn Einsätzen insgesamt sechs Tore erzielte.
Zu Jahresbeginn 2009 absolvierte Kroos schließlich die Rückrundenvorbereitung mit der mittlerweile durch Dieter Eilts betreuten ersten Mannschaft, für die er am 28. Januar im Achtelfinale des DFB-Pokals 2008/09 gegen Wolfsburg sowie am 1. Februar beim Rückrundenauftakt der 2. Bundesliga 2008/09 gegen Duisburg jeweils mit Einwechslungen zu seinen ersten zwei Pflichtspieleinsätzen kam. Zwar verlor Rostock beide Partien, doch galt der erst 17-jährige Kroos daraufhin als Hoffnungsträger beim in Abstiegsgefahr geratenen F.C. Hansa. Obgleich Eilts ihm noch Defizite in den Bereichen Schnelligkeit und Robustheit attestierte, bemerkte dieser über Kroos' Spielweise:

„Felix ist wie sein Bruder Toni ein außergewöhnlicher Spieler: ballsicher, kreativ, mit viel Drang zum Tor.“

Daraufhin wurde Kroos von Eilts in den vier nachfolgenden Zweitliga-Spielen jeweils in die Startelf berufen, konnte diese jedoch nicht nachhaltig beeinflussen und wurde jeweils ausgewechselt. Unter dem Anfang März 2009 als Eilts' Nachfolger eingesetzten Trainer Andreas Zachhuber kam Kroos zumeist nur noch als Einwechselspieler im Angriff zum Einsatz, war dadurch aber an insgesamt 17 der 18 Rückrunden-Pflichtspiele beteiligt, an deren Ende Hansa mit dem 13. Platz der Abschlusstabelle den Klassenerhalt erreichte. Für seine Leistungen wurde Kroos daraufhin am 9. September 2009 mit der vom DFB an Nachwuchsspieler verliehenen Fritz-Walter-Medaille seines Jahrgangs in Bronze ausgezeichnet.
Bereits am 5. September 2009 hatte Kroos sein Debüt für die U19-Nationalmannschaft bestritten, für die er bis zum Winter insgesamt zwei Tore in sechs Spielen erzielte. Im Verein kam er jedoch während der Hinrunde der Zweitliga-Spielzeit 2009/10 nur noch fünffach als Einwechselspieler zum Einsatz und spielte wieder vermehrt in der Reservemannschaft. Auch in der Rückrunde spielte Kroos im Profiteam nur eine untergeordnete Rolle und wurde von Zachhuber dreifach als Einwechselspieler sowie einmal in der Startaufstellung eingesetzt. Als der nun erneut in Abstiegsgefahr geratene F.C. Hansa im Februar 2010 Thomas Finck und Marco Kostmann zum neuen Trainerteam ernannte, kam Kroos zunächst zu zwei weiteren Einwechslungen, wurde im restlichen Saisonverlauf aber nicht mehr berücksichtigt und spielte ausschließlich für die Reservemannschaft der Hanseaten, an deren Klassenerhalt er in der Regionalliga-Spielzeit 2009/10 mit insgesamt drei Toren in achtzehn Einsätzen beteiligt war. Die Profimannschaft belegte hingegen den 16. Platz ihrer Abschlusstabelle, womit sie in zwei Relegationsspielen gegen Ingolstadt um den Verbleib in der Zweiten Bundesliga antreten musste, wobei Kroos im Hinspiel letztmals für Rostocks erste Mannschaft spielte. Daraufhin kolportierte das Kicker-Sportmagazin noch vor dem zweiten Relegationsspiel, in dessen Folge Hansa in die 3. Liga abstieg, Kroos' Wechsel zum SV Werder Bremen. Vier Wochen später gab Werder den Wechsel offiziell bekannt, der F.C. Hansa erhielt im Gegenzug eine Ablösezahlung in Höhe von 238.000 Euro. Nachfolgend bestätigte Kroos, dass er auch beim möglichen Klassenerhalt Rostocks den Verein verlassen hätte, nachdem er binnen 17 Monaten in 29 Pflichtspielen der Profimannschaft eingesetzt worden war und dabei lediglich eine Torvorlage hatte verbuchen können.
Seinen Platz in der U19-Nationalmannschaft hatte Kroos im Laufe der Rückrunde an Spieler wie Peniel Mlapa, Marco Terrazzino und Cenk Tosun verloren, so dass er für diese keine weiteren Einsätze bestritten hatte und ab Sommer 2010 auch für die U20-Auswahl lediglich auf Abruf nominiert wurde.

### Bundesligaspieler bei Werder Bremen

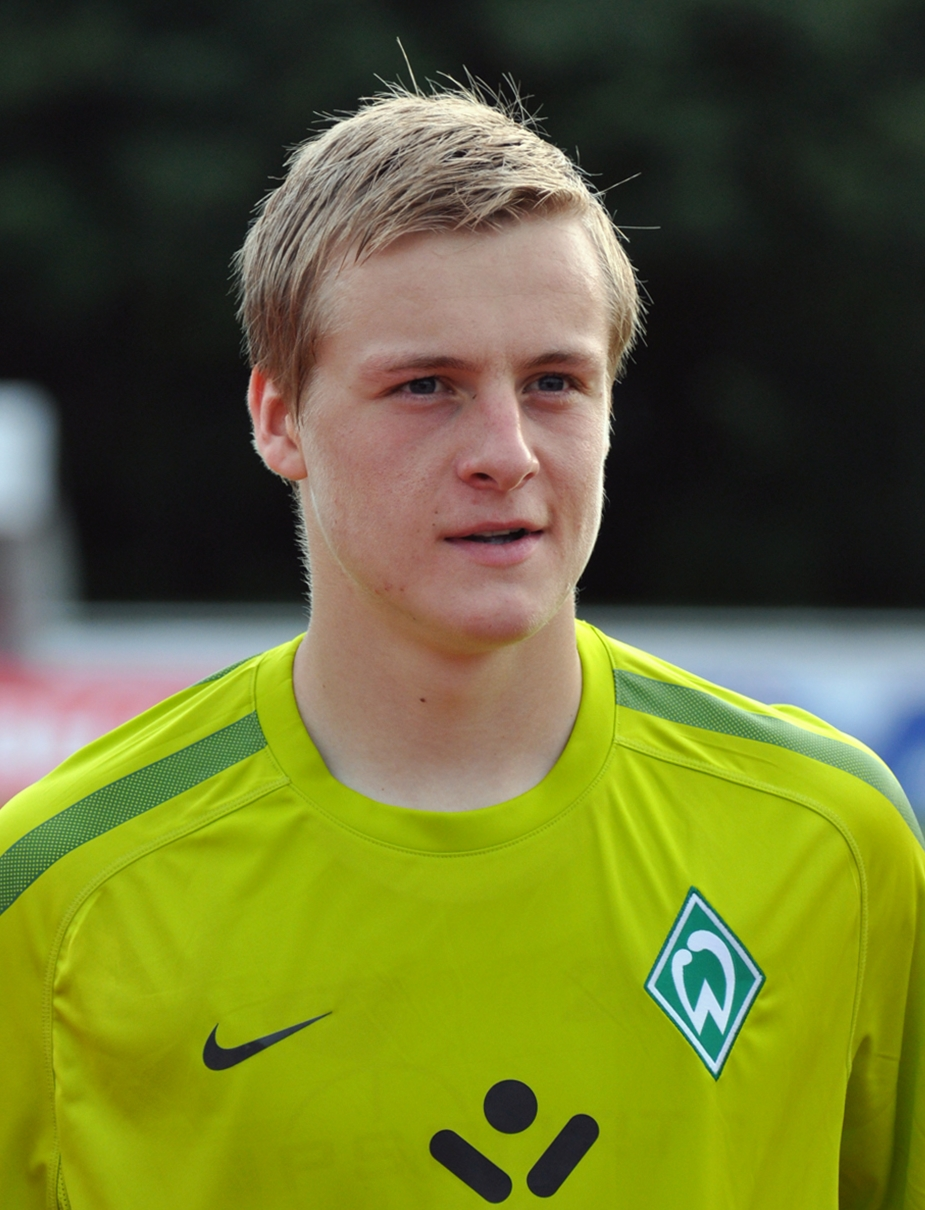
Kroos im Bremer Mannschaftstraining (2010)

In Bremen wurde Kroos, der einen Vertrag bis 2013 unterzeichnete, zunächst der von Thomas Wolter trainierten Reservemannschaft zugeteilt, die in der Spielzeit 2010/11 als direkter Konkurrent Hansas in der 3. Liga spielte. Jedoch sollte er in der Saisonvorbereitung auch die Chance erhalten, sich für Bremens Bundesliga-Mannschaft unter Trainer Thomas Schaaf zu empfehlen, für die er zumeist als Mittelfeldspieler auch in Freundschaftsspielen auflief und erste Torerfolge feierte.
Den ersten Pflichtspieleinsatz bestritt Kroos verletzungsbedingt erst am siebten Spieltag der dritten Liga, der am 11. September 2010 ausgetragen wurde, für Werders Reserve. Dabei erzielte er beim 3:0 seiner Mannschaft gegen Stuttgart II per Strafstoß auch sein erstes Pflichtspieltor. Dieser Sieg sollte jedoch der einzige der Bremer U23 im ersten Saisondrittel bleiben, so dass die Mannschaft sich frühzeitig als Abstiegskandidat abzeichnete. Im Spiel gegen Burghausen am zehnten Spieltag wurde Kroos gar wegen unsportlichen Verhaltens vom Platz gestellt und für die folgenden zwei Spieltage gesperrt. Dennoch nominierte Schaaf ihn daraufhin erstmals für das Aufgebot der Profimannschaft – im Champions-League-Spiel gegen Mailand am 29. September 2010 kam Kroos allerdings nicht über die Reservistenrolle hinaus. Nach Ablauf seiner Sperre saß Kroos Mitte Oktober auch am achten Spieltag der Bundesliga-Saison 2010/11 im Spiel gegen Freiburg auf der Bank der Profis, wurde aber erneut nicht eingesetzt und gehörte an den folgenden Wochenenden wieder zur Startformation der Reservemannschaft in der dritten Liga.
Als einen Monat später neun Spieler der Profimannschaft verletzungsbedingt ausfielen, wurde Kroos als einer von insgesamt acht Spielern der Reservemannschaft für das Champions-League-Spiel gegen Tottenham am 24. November 2010 nominiert. Dabei stand Kroos zwar als rechter Mittelfeldspieler in der Bremer Startaufstellung, konnte aber die 3:0-Niederlage seiner Mannschaft, die Werders Ausscheiden aus dem Wettbewerb bedeutete, nicht nachhaltig beeinflussen und wurde in der 55. Spielminute ausgewechselt. Während die in diesem Spiel ebenfalls eingesetzten Talente Lennart Thy und Onur Ayık bald darauf wieder für die Reservemannschaft aufliefen, blieb Kroos im Aufgebot der ersten Mannschaft und spielte vier Tage später beim 3:0-Sieg Bremens gegen St. Pauli erstmals auch in der Bundesliga. Obgleich er in den nachfolgenden Partien nur noch die Reservebank besetzte, verdrängte Kroos nach der Winterpause Nationalspieler Marko Marin aus der Bremer Startformation, indem er in den ersten zwei Spielen der Rückrunde dessen Position im linken Mittelfeld einnahm. Dadurch rückte Kroos erneut in den Fokus des DFB und wurde Anfang Februar 2011, obwohl noch für die U20 spielberechtigt, von Rainer Adrion für das Spiel der U21-Auswahl gegen Griechenland nominiert und in der Schlussphase der Partie eingewechselt. Im Verein allerdings verlor Kroos zunächst den Platz in Bremens Startaufstellung wieder an Marin, um ab Mitte Februar sogar nur noch für Werders Reserve aufzulaufen. Zum Saisonende belegte er mit dieser schließlich den 19. Rang der Abschlusstabelle und somit einen Abstiegsplatz, während Bremens Profimannschaft, die ursprünglich die Qualifikation zum Europapokal anvisiert hatte, mit dem 13. Platz der Bundesliga zumindest noch den Klassenerhalt erreichte. Nachfolgend profitierte Bremen aber von finanziellen Engpässen einiger Drittliga-Vereine, die den Spielbetrieb in dieser Spielklasse nicht fortführen konnten, so dass auch die Bremer Reservemannschaft in ihrer Liga verblieb.
Auch in der folgenden Saison 2011/12 kam Kroos hauptsächlich in der Bremer U23 zum Einsatz, die erneut gegen den Abstieg spielte. Sein einziger Einsatz in der Profimannschaft war am 26. Spieltag, als er bei der 0:1-Niederlage gegen Borussia Dortmund in der 76. Minute eingewechselt wurde. Am 32. Spieltag galt er als ein Kandidat für die Startaufstellung im Spiel gegen Bayern München, nachdem zahlreiche Bremer Spieler verletzt oder gesperrt ausfielen. Vor dem Spiel klagte er jedoch über Unwohlsein und wurde in ein Krankenhaus eingeliefert. Dort musste er operiert werden, weil eine zur Milz führende Arterie beschädigt worden war. Kroos fiel für den Rest der Saison aus.
Am 29. Spieltag der Saison 2012/13 hatte er beim 2:2-Unentschieden bei Fortuna Düsseldorf seinen ersten Einsatz in dieser Saison und wurde in der 63. Minute für Eljero Elia ausgewechselt. Im Mai 2013 verlängerte Felix Kroos seinen Vertrag um zwei weitere Jahre bis zum 30. Juni 2015.
Zur neuen Saison 2013/14 etablierte er sich unter dem neuen Coach Robin Dutt als Stammspieler im defensiven Mittelfeld; er kam in zwölf der ersten 13 Spiele zum Einsatz und wurde dabei dreimal ein- und viermal ausgewechselt. Am 9. November 2013 (12. Spieltag) erzielte er bei der 1:3-Niederlage im Auswärtsspiel gegen den FC Schalke 04 mit dem Treffer zum zwischenzeitlichen 1:0 in der 22. Minute sein erstes Bundesligator. Am 24. November 2013 zog sich Kroos bei der 2:3-Niederlage gegen den 1. FSV Mainz 05 einen Innenbandriss im Knie zu, weshalb er für die restliche Hinserie ausfiel.

### Kroos bei Union Berlin
Am 28. Januar 2016 wechselte Kroos bis zum Ende der Saison 2015/16 auf Leihbasis in die 2. Bundesliga zum 1. FC Union Berlin. Zur Saison 2016/17 wurde Kroos schließlich fest verpflichtet und mit einem Vertrag bis zum 30. Juni 2019 ausgestattet. In den folgenden zwei Spielzeiten führte Kroos die Mannschaft als Kapitän an. In der Saison 2018/19 stieg er mit Union Berlin von der 2. Bundesliga in die 1. Fußball-Bundesliga auf, woraufhin im Juli 2019 sein Vertrag um ein weiteres Jahr verlängert wurde. Sein im Sommer 2020 auslaufender Kontrakt wurde hingegen nicht verlängert; insgesamt bestritt er in den viereinhalb Jahren 116 Pflichtspiele für den Verein.

### Eintracht Braunschweig
Zur Saison 2020/21 wechselte Felix Kroos ablösefrei in die 2. Bundesliga zu Eintracht Braunschweig und unterschrieb dort einen Vertrag bis zum 30. Juni 2022. Am Ende der Saison 2020/21 stieg der Verein in die 3. Liga ab. Im Juli 2021 beendete Kroos seine Karriere.

### Rückkehr als Trainer zu Union Berlin
Ab September 2021 hospitierte Kroos im Trainerstab der A-Juniorenmannschaft des 1. FC Union Berlin, die in der Junioren-Bundesliga antritt. Zum 1. Januar 2022 wurde er als Co-Trainer der U19 übernommen. Sein Vertrag wurde zum Saisonende 2021/22 auf eigenen Wunsch aufgelöst.

## Sonstiges

### Privates
Kroos ist seit Juni 2019 verheiratet. Er ist Vater einer Tochter (* 2020) und eines Sohnes (* 2023).

### Podcast
Am 15. Mai 2020 startete Kroos zusammen mit seinem Bruder Toni Kroos den Podcast Einfach mal Luppen, welcher anfangs jeden zweiten Mittwoch, seit Dezember 2020 nun jeden Mittwoch via Web-Feed auf gängigen Streaming-Plattformen erscheint. Wenige Wochen nach seinem Karriereende kündigte Kroos in einer Folge des Podcasts einen Wettbewerb für Amateurvereine an, für dessen Gewinner er in Zukunft Spiele bestreiten würde. Sieger dieses Wettstreits wurde der FSV Fortuna Pankow.

### Experte
Seit 2023 ist Kroos als TV-Experte für RTL Television tätig.

### Auszeichnungen
- Preisträger der Fritz-Walter-Medaille 2009 in Bronze (Drittbester Nachwuchsspieler U18)

### TV
- 2025: Das Duell um die Welt – Team Joko gegen Team Klaas (Kandidat)
- 2025: Raabs Pokernacht mit GGPoker.de